# Peter O’Leary
Peter O’Leary (* 3. März 1972) ist ein ehemaliger neuseeländischer Fußballschiedsrichter.
Er leitet seit 1999 Spiele der neuseeländischen Fußballliga und ist seit 2003 internationaler FIFA-Schiedsrichter. Am 9. Oktober 2004 leitete er sein erstes Länderspiel, die Begegnung zwischen den Salomonen und Australien. Seit 2005 ist er zudem als Schiedsrichter in der australischen A-League tätig.
O’Leary lebt in Hamilton und arbeitet hauptberuflich als Lehrer.

## Turniere
O’Learys erstes internationales Turnier als Schiedsrichter war die U-20-Fußball-Weltmeisterschaft 2007 in Kanada, bei der er die beiden Vorrundenspiele zwischen Uruguay und Jordanien sowie zwischen Nigeria und Costa Rica leitete. Außerdem wurde er bei den FIFA-Klub-Weltmeisterschaften 2007, 2008, 2009, 2011 und 2012 eingesetzt.
Auch bei der U-20-Fußball-Weltmeisterschaft 2007 in Ägypten wirkte er als Schiedsrichter mit. Er leitete dabei die Vorrundenspiele zwischen Italien und Trinidad und Tobago sowie zwischen Ungarn und den VAE. Zudem war er Schiedsrichter der Achtelfinal-Begegnung zwischen dem späteren Turniersieger Ghana und Südafrika (2:1 n. V.).
Auch für die folgenden drei Ausgaben dieses Turniers von 2009 bis 2013 wurde O’Leary berufen.
O’Leary stand auf der Liste der vierten Offiziellen bei der Fußball-Weltmeisterschaft 2010 in Südafrika und wurde insgesamt sechs Mal (davon einmal im Achtelfinale) eingesetzt. Er nahm an den Olympischen Spielen 2012 teil und pfiff im Sommer 2014 bei der Weltmeisterschaft in Brasilien eine Partie in der Gruppenphase, das Spiel zwischen Nigeria und Bosnien und Herzegowina. Dabei hatte Edin Džeko beim Stande von 0:0 ein reguläres Tor erzielt, dessen Anerkennung O’Leary aber verweigerte. Bosnien verlor mit 0:1.
2015 wirkt er bei der Asienmeisterschaft in Australien mit.

## Einsätze bei der Weltmeisterschaft 2014
| Phase        | Datum         | Spielort | Heimmannschaft | Gastmannschaft          | Ergebnis  |
| ------------ | ------------- | -------- | -------------- | ----------------------- | --------- |
| Gruppenphase | 22. Juni 2014 | Cuiabá   | Nigeria        | Bosnien und Herzegowina | 1:0 (1:0) |